# Store Koldewey
Store Koldewey è un'isola disabitata della Groenlandia di 615 km². Si trova a 76°22'N 18°51'O; è situata nel Parco nazionale della Groenlandia nordorientale, fuori da qualsiasi comune.